# 잉그리드 카벨라스
잉그리드 카벨라스(Ingrid Kavelaars, 1971년 3월 20일 ~ )는 캐나다의 배우이다.
런던에서 태어났다.

## 방송
- 리스너 4

## 영화
- 라인스 (2014년)
- 미스터 미라클 (2014년)
- 리스너 5 (2014년)
- 벤트 (2013년)
- 구비 (2009년)
- 인턴 아카데미 (2004년)
- 드림캐쳐 (2003년)
- 에이리언 애브덕션: 인서던트 레이크 카운티 (1998년)
- 콜 투 리멤버 (1997년)
- 시니어 트립 (1995년)
- 제3의 눈 (1995년)
- 고스트 맘 (1993년)